# Podskarbi wielki koronny
Podskarbi wielki koronny (łac. supremus thesaurarius, supremus rei monetariae magister) – urząd centralny w I Rzeczypospolitej, sprawujący pieczę nad skarbem i mennicą państwową. Jego prerogatywy zbliżone były do uprawnień dzisiejszego ministra skarbu, finansów i szefa banku centralnego.

## Historia urzędu

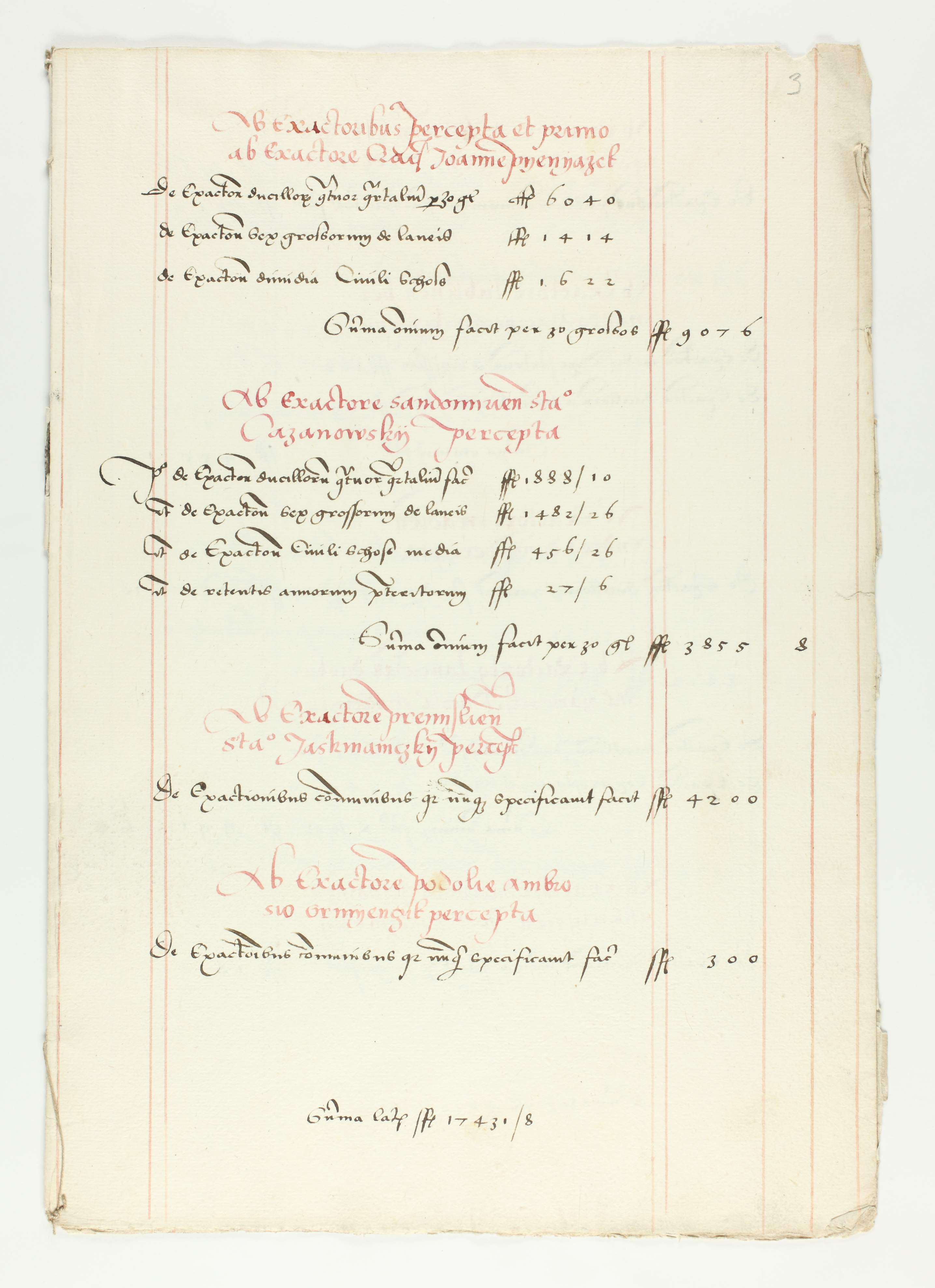
Strona z rejestru wpływów i wydatków skarbu koronnego w latach 1522–1523

Wyłonił się z istniejącego już w XIII wieku skarbnego (łac. thesaurarius). Wtedy też pojawili się podskarbi (łac. subthesaurarius) i skarbny nadworny (łac. thesaurarius curiae). Urząd podskarbiego wielkiego powołał Kazimierz III Wielki, podnosząc do tej godności podskarbiego krakowskiego. Od 1504 roku podskarbi wchodził jako minister do senatu. Zygmunt II August powołał podskarbiego wielkiego litewskiego.

## Powoływanie i odpowiedzialność
Podskarbi koronny był mianowany przez króla, odpowiadał jednak przed sejmem, prezentując coroczne sprawozdania, które powinny być zaakceptowane przez parlament. 

## Kompetencje
Sprawował pieczę nad skarbem kwarcianym gromadzonym w Rawie i skarbem publicznym. Jego uprawnienia i obowiązki były ustalone w kolejnych konstytucjach poprzedzających panowanie Zygmunta III Wazy. Do podskarbiego należała władza zwierzchnia nad dobrami stołu królewskiego (pomimo funkcji podskarbiego nadwornego). W swojej aktywności z zasady mógł działać w granicach uchwał sejmowych, w sytuacji ich przekraczania starając się o asekurację królewską bądź królewską i senatorską. W ramach nadawanych przez sejm uprawnień mógł zaciągać długi, wydawać obligacje lub zastawiać klejnoty koronne. Sprawował kontrolę nad emisją monety.

## Zakres działalności
Statut Aleksandra Jagiellończyka z 1504 roku określał zakres działania tego urzędu.
- Podskarbi miał strzec klejnotów koronnych, w tym koron królewskich (w XVII wieku zastąpił go w tym kustosz koronny).
- Miał zarządzać skarbem publicznym, jego wydatkami i przychodami. W 1590 roku sejm rozdzielił skarb publiczny na skarb królewski (który oddano pieczy podskarbiego nadwornego koronnego) i skarb państwowy pod kontrolą podskarbiego wielkiego.
- Kontrolował też finanse publiczne i emitował monetę jako zwierzchnik mennic państwowych.
- Do 1717 roku wypłacał też żołd wojsku, po tym roku kontrolował ściąganie podatków, z których opłacana była armia. Od 1578 roku sejmy wybierały delegatów, którzy razem z podskarbim decydowali o wydawaniu środków państwowych. Od 1613 roku kontrolę nad skarbem przejął Trybunał Skarbowy Radomski.
- Podskarbi administrował nieobsadzonymi królewszczyznami, przekazując ich dochody do skarbu centralnego. W czasie bezkrólewia opiekował się dobrami stołowymi króla.
- Ze swojej działalności musiał każdorazowo rozliczać się przed sejmem.

## Nadużycia
Jako urzędnik centralny podskarbi był praktycznie bezkarny. Jego działalność skarbowa była często okazją do licznych nadużyć i fałszerstw. Stąd często zdarzało się, iż podskarbiowie podawali fałszywe dane, by ukryć korupcję i malwersacje. Formalnie podskarbi nie pobierał pensji od Rzeczypospolitej, musiał opłacać pisarzy skarbowych z własnej kiesy. Później jednak żądał rekompensaty za poniesione wydatki i tu zaczynały się malwersacje. Nagminne było wystawianie fałszywych kwitów. Opowiadano jakoby Bogusław Leszczyński, aby uzyskać absolutorium od sejmu miał przekupić wszystkich posłów w izbie, a usłyszawszy sprzeciw jednego zapytał: „A który to tam taki syn, com mu nie dał?”.
Starano się później ukrócić te praktyki, oddając podskarbim dzierżawę ceł jako podstawę ich uposażenia. Stało się to jednak jeszcze jedną okazją dla tych urzędników na wydobycie z Rzeczypospolitej nielegalnych dochodów.

### Lista podskarbich wielkich koronnych
- Arnold (1331–1355)
- Świętosław (1355–1357)
- Piotr (1357)
- Wojsław (1357–1362)
- Świętosław (1362–1365)
- Dymitr z Goraja (1365–1370, 1374–1391)
- Dzierzek Łopaciński(1392–1393)
- Hinczka z Rogowa (1393–1400)
- Jan de Kozcow (1406–1407)
- Tomasz Nowek (1407–1411)
- Piotr Mediolański (1412–1420)
- Henryk z Rogowa (1421–1425)
- Mikołaj Hinczowic z Kazimierza (1429–1430)
- Andrzej z Lubina (1431–1444)
- Jan Hińcza z Rogowa(1447–1460)
- Jakub Dembiński (1460–1468)
- Jan Rzeszowski (1469–1471)
- Paweł Jasieński (1471–1479)
- Piotr Kurozwęcki (1479–1501)
- Jakub Szydłowiecki (1501–1506)
- Andrzej Kościelecki (1509–1515)
- Mikołaj Szydłowiecki (1515–1532)
- Jan Spytek Tarnowski (1532–1550)
- Spytek Wawrzyniec Jordan (1550–1555)
- Stanisław Spytek Tarnowski (1555–1561)
- Walenty Dembiński (1561–1564)
- Stanisław Sobek (1564–1569)
- Hieronim Bużeński (1569–1578)
- Jakub Rokossowski (1578–1580)
- Jan Dulski (1581–1590)
- Jan Firlej (1590–1609)
- Baltazar Stanisławski (1609–1610)
- Stanisław Warszycki (1610–1616)
- Mikołaj Daniłowicz (1617–1624)
- Hermolaus Ligęza (1625–1632)
- Jan Mikołaj Daniłowicz (1632–1650)
- Bogusław Leszczyński (1650–1658)
- Jan Kazimierz Krasiński (1658–1668)
- Jan Andrzej Morsztyn (1668–1685)
- Marcin Zamoyski (1685–1689)
- Marek Matczyński (1689–1692)
- Hieronim Augustyn Lubomirski (1692–1702)
- Rafał Leszczyński (1702–1703)
- Jan Jerzy Przebendowski (1703–1729)
- Franciszek Maksymilian Ossoliński (1729–1736)
- Jan Kanty Moszyński (1736–1737)
- Jan Ansgary Czapski (1738–1742)
- Maciej Grabowski (1742–1745)
- Karol Józef Sedlnicki (1745–1761)
- Teodor Wessel (1761–1775)
- Adam Poniński (1775–1791)
- Roch Kossowski (1791–1795)